# Henri Cochet

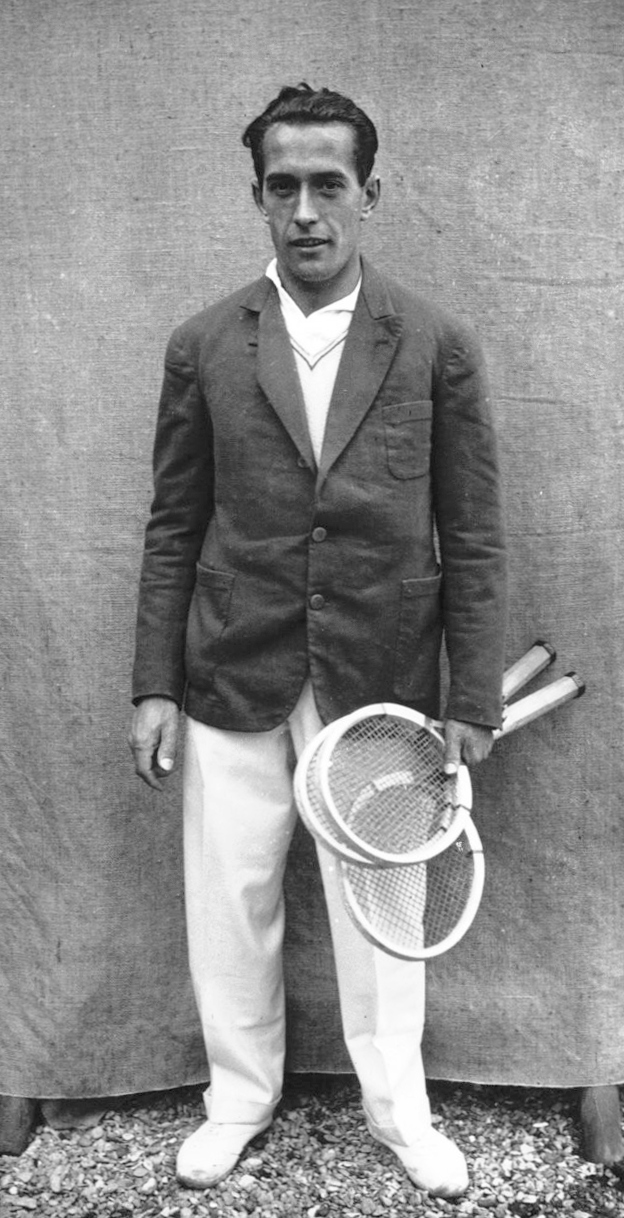
Henri Cochet en 1928

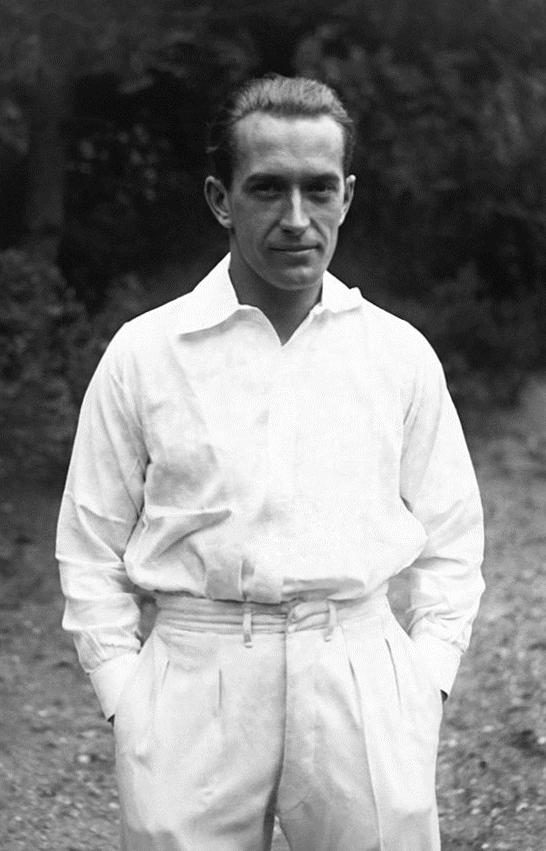
Henri Cochet en 1929

Henri Jean Cochet (Villeurbanne; 14 de diciembre de 1901 - 1 de abril de 1987) fue una leyenda del tenis francés que ganó 8 títulos de Grand Slam y formó parte de los denominados "Cuatro Mosqueteros" (junto a Jean Borotra, Jacques Brugnon y René Lacoste) del tenis francés que dominaron el deporte durante fines de los años 1920 y principios de los 30.

## Carrera
Nacido en 1901 en Villeurbanne, cerca de Lyon, Cochet destacó de temprano por su talento y fue el más ligado al tenis de los mosqueteros. Su padre era presidente del "Tenis Club de Lyon" y Henri creció viendo jugar a los grandes de la época. Con 19 años ya se consagró campeón de la región de Lyon. En 1921 a pesar de tener que cumplir con el servicio militar, se le permite competir en diversos torneos y termina como el N.º 5 de Francia. Se lo apodó "El mago".
El pequeño jugador (1.68m) se destacó por su juego completo, pegándole a la bola típicamente en la subida de esta luego de rebotar y poseía unos reflejos y una justeza asombrosa. Sus rivales, como Tilden o Lacoste, lo consideraban magistral en sus movimientos. Tilden dijo: "Su facilidad es tal que da impresión de pereza y no conozco jugador que tenga la anticipación que tiene Cochet". Su velocidad era increíble y tenía un swing corto que le permitía atacar ante cualquier tiro débil. Tenía un juego de ataque en el cual su smash fue legendario.
Su primera explosión como revelación ocurre en 1922, cuando con solo 21 años se consagra campeón individual del Campeonato Francés (por entonces reservado sólo a tenistas franceses) venciendo en la final al veterano Jean Samazeuilh y "Campeón del Mundo sobre Tierra batida" en Bruselas, el segundo torneo en orden de importancia tras Wimbledon, tanto en individuales como en dobles, junto a Jean Borotra. Esta excelente actuación le valió un lugar en el Equipo francés de Copa Davis triunfando claramente en la serie ante Dinamarca (junto a Borotra) pero derrotado ajustadamente por Australia luego, en compañía de André Gobert. Allí Cochet logró el único punto para los franceses al derrotar en el primer partido individual a Arthur O'Hara Wood pero después no pudo en el dobles ni contra la mayor experiencia de Gerald Patterson. También es el año de su primera participación en Wimbledon, donde pierde en cuarta ronda con el australiano James Anderson. Así termina el año como el N.º 1 de Francia.
Su carrera deportiva sufrió un lapso de poca actividad en los 2 siguiente años, donde Cochet no levantó ningún título y se dedicó más a su carrera profesional, trabajando en una tienda de artículos deportivos que alzó en Lyon junto a su hermano. No jugó en Wimbledon y ayudó al equipo de Copa Davis en las fases clasificatorias pero sin viajar a las finales interzonales en Norteamérica. La realización de los Juegos Olímpicos en su país permitió su participación en los de 1924, preparándose para ello y logrando alcanzar la medalla de plata tanto en individuales (pierde la final ante Vincent Richards) como en dobles (junto a Jacques Brugnon, pierden ante Richards y Frank Hunter).
En 1925 empezó el año con una afección que le impidió rendir a pleno pero igualmente alcanzó los cuartos de final en el primer Campeonato Francés internacional y la final en dobles junto a Brugnon, con quien ya demostraban una gran capacidad para formar la dupla que más brillaría en el cuarteto mosquetero. En Wimbledon alcanzó las semifinales perdiendo en tres sets con Borotra y no participó por completo en el equipo de Copa Davis de ese año.
En 1926 volvería a demostrar con todo su capacidad y se convertiría en una pieza funadamental del cuarteto de tenistas franceses que dominarían el juego hasta comienzos de los años 1930. Consiguió su segundo título en el Campeonato Francés y el primero desde que este estuviera abierto a jugadores de todo el mundo. Derrotó fácilmente a Vincent Richards en semifinales y a René Lacoste en la final. En Wimbledon alcanzó las semifinales donde perdería en 5 sets ante Borotra. Mientras tanto se convertía en un pilar del equipo de Copa Davis participando en todas las series rumbo a la final (con una agónica victoria sobre Japón en la final interzonal) ante los Estados Unidos de Tilden y Johnston. Sin embargo en la final fue poco lo que pudieron hacer y Cochet sufrió la derrota en el dobles junto a Brugnon a manos de Richards y Norris Williams permitiendo que Estados Unidos se alzase con su séptima ensaladera de forma consecutiva. Tan solo una semana después los cuatro mosqueteros se volvieron a cruzar con los 4 jugadores del equipo norteamericano en los cuartos de final del US Championships. Allí, Cochet dio la gran sorpresa eliminando a Tilden, campeón de las últimas 6 ediciones del torneo, 8-6 en el quinto set produciendo la primera derrota de este en el torneo desde 1919. La fatiga hizo su efecto y luego de ganar los dos primeros sets sobre Lacoste en las semifinales, Cochet terminó perdiendo el partido en gran parte debido a su cansancio y al juego escaso en errores de su compatriota quien culminaría siendo el primer campeón francés de la historia en el torneo más importante de Norteamérica.
En 1927, Cochet alcanza las semifinales del Campeonato Francés, donde Tilden muestra su mejor juego y lo vence en tres sets para decepción del público francés. Sin embargo, su revancha vino poco después en las semifinales de Wimbledon. En un partido totalmente desnivelado en el que Tilden ganaba 6-2 6-2 5-1 y 30-0 y la gente esperaba ya por el siguiente partido, Cochet consigue una remontada épica y termina venciendo a Tilden por 2-6 2-6 7-5 6-3 6-2 en uno de los partidos más recordados en la historia de Wimbledon. En la final, vuelve a repetir el antídoto y logra su primer título en la catedral del tenis tras estar abajo en los dos primeros sets y salvar 8 puntos de partido. El resultado final es 4-6 4-6 6-3 6-4 7-5 sobre Jean Borotra. Con estos resultados, Cochet se apodera definitivamente del segundo lugar en el individual francés, antes ocupado predominantemente por Borotra. Tras superar todas las series de clasificación, Francia viaja a Filadelfia por tercer año consecutivo. Con más esperanzas que nunca debido a la actualidad de sus tres estrellas, y entusiasmados por la caída en el nivel de Tilden, la poca actividad de Johnston y la conversión al profesionalismo de Richards, Francia se dispone a conquistar la ensaladera por primera vez en su historia. Sin embargo, Tilden se muestra en gran forma ante Cochet y lo derrota en 4 sets y luego el dobles norteamericano hace lo propio en 5 sets contra Borotra y Brugnon. Con la serie 2-1 para Estados Unidos, Lacoste aprovecha el cansancio de Tilden y lo derrota en 4 sets dejando todo en manos de "el mago". Cochet no sucumbe ante el público en contra y en 4 sets le da el punto definitivo y la primera ensaladera en la historia para Francia.
Con motivo de la defensa de la Copa Davis, en Francia se produce un aumento importante en el seguimiento al tenis. Se construye un estadio nuevo con capacidad para 13 000 personas, que albergará no solamente la final de Copa Davis sino también el Campeonato Francés. Los norteamericanos no concurren al torneo y Cochet demuestra su categoría derrotando a Borotra en semifinales y a Lacoste en la final para llevarse su tercer título en Francia y mostrando el mejor tenis de su carrera. En Wimbledon alcanza nuevamente la final pero esta vez es Lacoste quien se impone en el rápido césped londinense y lo derrota en 4 sets. Con Brugnon se alzan con el título de dobles. Poco después Francia se dispone a defender su título de Copa Davis ante una multitud de espectadores esperanzados. Allí Cochet empieza a mostrarse como el arma principal del cuarteto mosquetero y derrota fácilmente a John Hennesey en el primer individual, gana el dobles junto a Borotra y luego derrota a Tilden en 4 sets para mantener la ensaladera en París y hacer estallar de fervor al público francés. Su excelente actuación continuaría en tierra americanas, donde Cochet se alza con su primer US Championships derrotando en la final al estadounidense Frank Hunter en 5 sets, aprovechando la ausencia de Tilden sancionado por su derrota en la Davis y entre rumores de conversión al profesionalismo. Cochet es considerado casi unánimemente como el N.º 1 del mundo de 1928, incluso por encima de los profesionales, quienes recién hacían sus primeras armas y no equiparaban el juego de los amateurs aún.
En 1929, se produce el retiro de Lacoste dejando su lugar a Christian Boussus y obligando a Borotra a retomar los individuales. Así la responsabilidad sobre Cochet se hace aún mayor, pero este demostrará su gran forma y su liderazgo en el cuarteto francés. En Roland Garros fue sorprendido en semifinales por Borotra quien lo derrotó en 5 sets. Así, Cochet jugó un Wimbledon a toda máquina, ya sin Lacoste entre los jugadores y se tomó venganza derrotando a Borotra en tres sets en la final. Este era su segundo título en el torneo más importante del mundo y servía de preparación para el importante evento de defender la ensaladera por tercer año consecutivo. Fueron los norteamericanos quienes alcanzaron nuevamente la final y Cochet se mostró implacable derrotando en el primer individual por 6-3 6-1 6-2 a Tilden, un resultado tan abultado que los periódicos norteamericanos preguntaban si el score final no había sido escrito incorrectamente. Si bien perdió el punto del dobles junto a Borotra, no tuvo inconvenientes en derrotar a Lott en el quinto punto y mantener el trofeo en Francia. Por segundo año consecutivo, Cochet es considerado el mejor jugador del mundo aún por encima de los profesionales.
En 1930, Cochet continuaría con su supremacía en el tenis. Se adjudica tranquilamente su cuarto título en el Roland Garros derrotando a Tilden en la final y luego es inesperadamente vencido por Wilmer Allison en los cuartos de final de Wimbledon. Se recupera mostrando una total solvencia en  la cuarta ensaladera consecutiva para Francia, donde a pesar de los esfuerzos de Tilden por revertir la situación, Cochet triunfa categóricamente sobre George Lott, hace lo propio en el dobles junto a Borotra y ya con la serie definida supera a Tilden en 4 sets. Tilden se mostraba como su único rival de relevancia y su encuentro en la final de la Davis sería el último entre ambos debido a la conversión de Tilden al profesionalismo en 1931. Así, Cochet era considerado por tercer año consecutivo como el N.º 1 del mundo.
1931 sería su primer año escaso en éxitos desde 1925. No pudo defender su título en Roland Garros debido a una enfermedad y sin recuperarse juega en Wimbledon perdiendo en primera ronda. Sin embargo hace todo el trabajo en la final de Copa Davis y gana los tres puntos franceses y mantienen la copa a pesar de la mala forma de Borotra. Con la ida de Tilden, son los británicos quienes aprovechan su mal rato y alcanzan la final. Cochet derrota a Bunny Austin en el primer partido, luego se empareja con Brugnon para vencer a la dupla británica y en el quinto y definitivo juego vence a Fred Perry en 4 sets. Esto le alcanzó para ser considerado el amateur N.º 1 del mundo, pero los especialistas coinciden en que el recientemente profesional Tilden se había mostrado más sólido y brillante que Cochet.
En 1932, Cochet sin más objetivos que mantener la Copa Davis ya piensa en el profesionalismo. Sin rivales de su categoría vence claramente a Giorgio De Stefani en la final de Roland Garros, su quinto título en Francia. En Wimbledon es derrotado por el ignoto Ian Collins en segunda ronda y se acerca su gran desafío del año: mantener a Francia como campeón de Copa Davis por sexto año consecutivo. Son los estadounidenses los que vuelven a la final y Borotra parecía ya más cerca del retiro que de jugar la serie. Francia ya no era candidato, por la forma de Borotra y por la nueva esperanza del tenis americano: Ellsworth Vines, campeón de Wimbledon. Sin embargo Borotra sorprende a todos al derrotar a Vines, que no se acostumbra a la lentitud del polvo de ladrillo, en el primer punto. Cochet hace lo propio ante Wilmer Allison en el segundo single y renacen las esperanzas francesas. Tras un reñido partido que pierden Cochet y Brugnon ante la mejor pareja del mundo, Allison y John van Ryn, Borotra se erige en la gran figura y derrota a Allison en el cuarto punto y Francia mantiene su hegemonía. Cochet pierde luego de estar 2 sets arriba ante Vines. La superioridad de Vines se demuestra aún más cuando vence a Cochet en tres sets en la final del US Championships, ocupando el lugar de N.º 1 del mundo y relegando así a Cochet después de 4 años.
1933 sería el último año amateur para Cochet, sin más expectativas que mantener la ensaladera en su país. Alcanza la final en Roland Garros pero es barrido por el australiano Jack Crawford en tres sets. Luego en Wimbledon es Vines quien lo derrota en semifinales. Su última esperanza está puesta en la Copa Davis, pero un último esfuerzo no es suficiente. Lleva a Fred Perry a 5 sets pero ya no aguanta retos tan largos y pierde 6-1 en el quinto. Francia, con los veteranos Borotra-Brugnon vence en el dobles y pone la serie 1-2. Cochet hace lo increíble y vence a Bunny Austin, vencedor de Jack Crawford y Ellsworth Vines en la fase clasificatoria, dejando la serie 2-2. Sin embargo la inexperiencia de André Merlin se paga cara y Perry le da el quinto punto al Reino Unido y despoja a Francia de la ensaladera después de 6 años. Es el final de la era de "los mosqueteros" y Cochet ya abatido, decide aceptar la oferta de Tilden y se une al tour profesional de este, siendo el único mosquetero en convertirse al profesionalismo.
Su primer partido profesional lo jugó en septiembre de 1933 en Roland Garros. Cochet ya no mostraba su mejor forma mientras que Tilden se mantenía cercano a su mejor versión. Así fue que Tilden lo barrió en tres sets. Más tarde ese año Cochet se embarcó en un tour de partidos por Francia y luego Sudamérica junto a su compatriota Martin Plaa.
En 1934, con la inclusión en el tour profesional de Vines, los profesionales ya empezaban a mostrarse superiores o en las mismas condiciones que los amateurs. Uno de los encuentros entre Tilden y Cochet fue catalogado por la revista "American Lawn Tennis" como "uno de los mejores, sino el mejor partido de tenis jamás jugado" (venció Tilden en el 5.º set). Cochet perdió claramente su serie de partidos por Norteamérica ante Tilden y ante Vines, a quien no venció ni una sola vez y fue superior sobre Vinnie Richards. Cochet nunca pudo mostrarse superior a Tilden dentro del profesionalismo como si lo había hecho en el amateurismo, aun cuando "Big Bill" era 8 años mayor que Cochet.
En 1935 se embarcó en un tour promocionado por el gobierno francés que lo llevó a Egipto, Filipinas, India, China, el Caribe y Australia. Fue el primer tour profesional en tierras australianas. En 1936 estuvo en la final de los dos torneos profesionales más importantes: fue campeón en el French Pro en Roland Garros (venció a Robert Ramillon en la final) y perdió la final del International Pro Championships en Southport, Inglaterra, aunque estos torneos no contaron con los máximos exponentes del profesionalismo. En 1937 hizo tours por varias partes del mundo con poco suceso y en 1938 se embarcó en tours contra Tilden por Asia y Europa que terminaron aproximadamente empatados.
En 1940 pasó un breve tiempo como prisionero de guerra tras la derrota de Francia a manos de los nazis. Sus actuaciones a partir de entonces fueron esporádicas aunque rindiendo casi siempre al nivel de los mejores amateurs. Henri se dedicó a manejar tiendas deportivas en París y un tiempo a desarrollar el programa de tenis juvenil en la región de Vichy. En 1941 logró obtener nuevamente su estatus de amateur y logró consagrarse campeón nacional de dobles en dos oportunidades, ya con más de 40 años.
Fue inducido al Salón internacional de la fama del tenis en 1976 junto con el resto de los mosqueteros: Borotra, Brugnon y Lacoste. Murió en París en 1987.
El tenista Jack Kramer lo incluyó en su lista de los 21 mejores jugadores de todos los tiempos (1978). El periodista Steve Flink calificó su partido por semifinales de Wimbledon 1927 ante Bill Tilden como el séptimo mejor partido de tenis del siglo XX.

## Torneos de Grand Slam

### Campeón Individuales (8)
| Año  | Torneo                            | Oponente en la final | Resultado           |
| 1922 | Campeonato Francés                | Jean Samazeuilh      | 8-6 6-3 7-5         |
| 1926 | Campeonato Francés                | René Lacoste         | 6-2 6-4 6-3         |
| 1927 | Wimbledon                         | Jean Borotra         | 4-6 4-6 6-3 6-4 7-5 |
| 1928 | Campeonato Francés                | René Lacoste         | 5-7 6-3 6-1 6-3     |
| 1928 | US National Singles Championships | Frank Hunter         | 4-6 6-4 3-6 7-5 6-3 |
| 1929 | Wimbledon                         | Jean Borotra         | 6-4 6-3 6-4         |
| 1930 | Campeonato Francés                | Bill Tilden          | 3-6 8-6 6-3 6-1     |
| 1932 | Campeonato Francés                | Giorgio De Stefani   | 6-0 6-4 4-6 6-3     |

### Finalista Individuales (3)
| Año  | Torneo                            | Oponente en la final | Resultado       |
| 1928 | Wimbledon                         | René Lacoste         | 1-6 6-4 4-6 2-6 |
| 1932 | US National Singles Championships | Ellsworth Vines      | 4-6 4-6 4-6     |
| 1933 | Campeonato Francés                | Jack Crawford        | 6-8 1-6 3-6     |

### Campeón Dobles (5)
| Año  | Torneo             | Pareja          | Oponentes en la final            | Resultado           |
| 1926 | Wimbledon          | Jacques Brugnon | Howard Kinsey Vincent Richards   | 7-5 4-6 6-3 6-2     |
| 1927 | Campeonato Francés | Jacques Brugnon | Jean Borotra René Lacoste        | 2-6 6-2 6-0 1-6 6-4 |
| 1928 | Wimbledon          | Jacques Brugnon | Gerald Patterson John Hawkes     | 13-11 6-4 6-4       |
| 1930 | Campeonato Francés | Jacques Brugnon | Harry Hopman Jim Willard         | 6-3 9-7 6-3         |
| 1932 | Campeonato Francés | Jacques Brugnon | Christian Boussus Marcel Bernard | 6-4 3-6 7-5 6-3     |

### Finalista Dobles (6)
| Año  | Torneo             | Pareja          | Oponentes en la final          | Resultado             |
| 1925 | Campeonato Francés | Jacques Brugnon | Jean Borotra René Lacoste      | 5-7 6-4 3-6 6-2 3-6   |
| 1926 | Campeonato Francés | Jacques Brugnon | Vincent Richards Howard Kinsey | 4-6 1-6 6-4 4-6       |
| 1927 | Wimbledon          | Jacques Brugnon | Frank Hunter Bill Tilden       | 6-1 6-4 6-8 3-6 4-6   |
| 1928 | Campeonato Francés | Ren De Buzelet  | Jean Borotra Jacques Brugnon   | 4-6 6-3 2-6 6-3 4-6   |
| 1929 | Campeonato Francés | Jacques Brugnon | Jean Borotra René Lacoste      | 3-6 6-3 3-6 6-3 6-8   |
| 1931 | Wimbledon          | Jacques Brugnon | George Lott John Van Ryn       | 2-6 8-10 11-9 6-3 3-6 |